# Aeromarine AMC
Aeromarine AMC – amerykańska łódź latająca zaprojektowana i zbudowana w Aeromarine Plane and Motor Company w 1923, powstał tylko jeden egzemplarz. Była to pierwsza amerykańska łódź latająca z metalowym kadłubem.

## Historia
AMC (Aeromarine Metal Commercial) został zaprojektowany jako następca Aeromarine 75/80/85.  Drewniane kadłuby wcześniejszych samolotów sprawiały problemy nasiąkając wodą, przez co zwiększała się ich masa i obniżały osiągi samolotów, aby temu zapobiec postanowiono zaprojektować samolot z metalowym kadłubem.  
Po trwających dwa latach testach z różnymi stopami aluminium, ostatecznie wybrano produkt Aluminium Company of America znany jako 17-S (miedź: 3,5 – 5,5%, mangan: 0,5 – 0,8%, magnez: 0,5 – 0,75%, żelazo: 0,67%, krzem – 0,33%). Grubość aluminiowej pokrywy kadłuba wynosiła pomiędzy 1/16 a 3/64 cala (1,59 – 1,20 mm), kadłub miał konstrukcję półskorupową. Metalowy kadłub w porównaniu z drewnianym był o około 100 funtów (ok. 45 kg) lżejszy i mieścił siedmiu pasażerów, w porównaniu z czterema w drewnianym kadłubie.
Skrzydła samolotu miały konwencjonalną jak na ówczesne czasy konstrukcję drewnianą, krytą płótnem. Dwupłatowe skrzydła były usztywnione rozpórkami, lotki umieszczono tylko na górnym płacie.
Na jednostkę napędową wybrano silnik Liberty L-12 o mocy 400 km w konfiguracji pchającej.
Samolot mógł przenosić siedmiu pasażerów (zapas paliwa na cztery godziny lotu) lub pięciu pasażerów z zapasem paliwa na siedem godzin lotu.
Samolot został oblatany w czerwcu 1923 i niedługo później rozpoczął regularne loty pomiędzy Nowym Jorkiem a San Juan w barwach linii Aeromarine Airways, w tej roli nosił nazwę Morro Castle II.
W Aeromarine miano nadzieję na rozpoczęcie produkcji seryjnej tych samolotów, ale po katastrofie samolotu Columbus 13 stycznia 1923 zarówno Aeromarine Plane and Motor Company jak i należące do niej linie Aeromarine Airways zakończyły działalność pod koniec 1923 i poza pierwszym egzemplarzem nie wybudowano więcej samolotów tego typu.
Po zamknięciu linii Aeromarine samolot został sprzedany kanadyjskiej firmie Fairchild Air Transport. W Kanadzie został zarejestrowany 25 maja 1926 i otrzymał rejestrację cywilną G-CAFD. Używany był do między innymi do robienia zdjęć lotniczych. Samolot został złomowany 28 lutego 1930.
Pomimo że samolot nie stał się komercyjnym sukcesem firmy, jego metalowy kadłub (pierwszy tego typu w Stanach Zjednoczonych) ustanowił nowy standard dla nowoczesnych łodzi latających.